# Apopompe
Apopompe (altgriechisch ἀποπομπή von apo = ab, von, fern + pompe = aussenden, entsenden) heißt in der Theologie der Ausfahrbefehl (das Ausfahrwort) an Dämonen, vollzogen von einem Exorzisten. Oft schickt der Exorzist die Dämonen in die Wildnis, in die Erde, ins Meer oder in ein lebendiges Wesen. Im letzten Fall wird die Apopompe gekoppelt mit einer Epipompe (Einfahrbefehl). So befiehlt Jesus im Markus-Evangelium (5,1–20 ) den Dämonen, den Besessenen zu verlassen und in Schweine einzufahren, die sich daraufhin von einer Klippe in einen See stürzen und ertrinken. In anderen Fällen wird die Apopompe verbunden mit einem Verbot der Wiedereinfahrt.
Das Motiv findet sich bereits bei den Hethitern, auch im Hellenismus und in römischer Zeit wurde das Unheil bzw. ein Dämon in öde Gegenden (Meer, Berge, Einöde, Unterwelt usw.; sprichwörtlich: altgriechisch εἰς ὄρος ἢ εἰς κῦμα) verbannt und so unschädlich gemacht.